# Scottsville (Kentucky)
Scottsville és una població dels Estats Units a l'estat de Kentucky. Segons el cens del 2000 tenia 4.327 habitants.

## Demografia
Segons el cens del 2000, Scottsville tenia 4.327 habitants, 1.839 habitatges, i 1.191 famílies. La densitat de població era de 289,5 habitants/km².
Dels 1.839 habitatges en un 29,1% hi vivien nens de menys de 18 anys, en un 46,8% hi vivien parelles casades, en un 15,1% dones solteres, i en un 35,2% no eren unitats familiars. En el 32,8% dels habitatges hi vivien persones soles el 16,6% de les quals corresponia a persones de 65 anys o més que vivien soles. El nombre mitjà de persones vivint en cada habitatge era de 2,3 i el nombre mitjà de persones que vivien en cada família era de 2,89.
Per edats la població es repartia de la següent manera: un 24,1% tenia menys de 18 anys, un 9,2% entre 18 i 24, un 26,6% entre 25 i 44, un 22,5% de 45 a 60 i un 17,6% 65 anys o més.
L'edat mediana era de 38 anys. Per cada 100 dones de 18 o més anys hi havia 81,1 homes.
La renda mediana per habitatge era de 24.479 $ i la renda mediana per família de 32.284 $. Els homes tenien una renda mediana de 24.821 $ mentre que les dones 21.769 $. La renda per capita de la població era de 13.618 $. Entorn del 16,5% de les famílies i el 21,1% de la població estaven per davall del llindar de pobresa.

## Poblacions més properes
El següent diagrama mostra les poblacions més properes.